# NGC 2434
NGC 2434 este o galaxie eliptică situată în constelația Peștele Zburător. A fost descoperită în 23 decembrie 1834 de către John Herschel. Se află la o distanță de 21,18 de megaparseci de Pământ.